# 1491

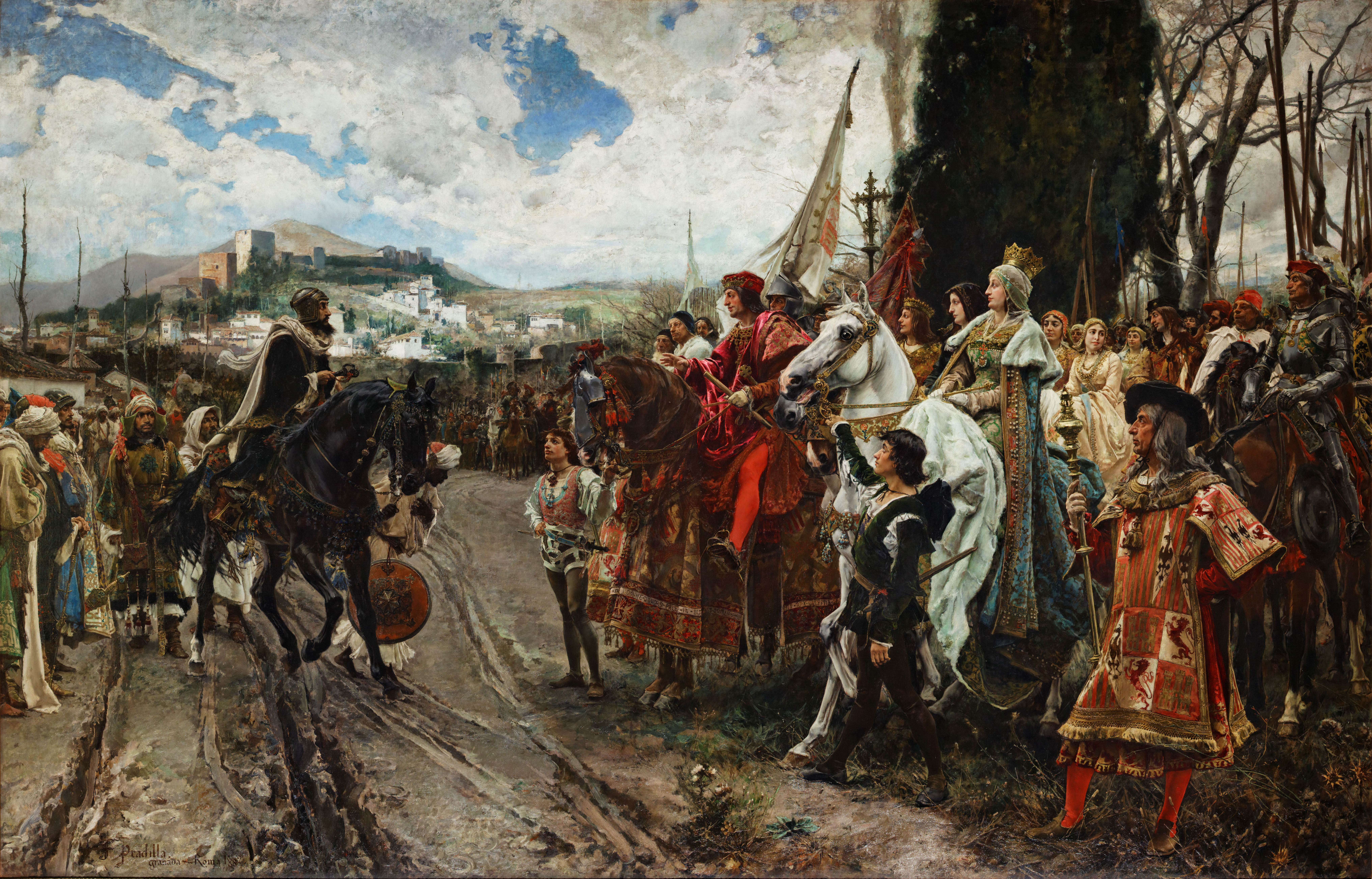
Mohammed Abu Abdallah, de laatste koning van Granada geeft zich over aan de koning en koningin van Spanje

Het jaar 1491 is het 91e jaar in de 15e eeuw volgens de christelijke jaartelling.

## Gebeurtenissen
- 22 januari - Alfonso d'Este huwt Anna Maria Sforza
- 2 februari - Bogislaw X van Pommeren huwt Anna van Polen
- 3 mei - Koning Nzinga Nkuwu van Kongo laat zich dopen onder de naam João.
- 31 mei - De Heilige Lans komt aan in Rome.
- 15 november - Een vredesverdrag wordt gesloten tussen Karel VIII van Frankrijk en Anna van Bretagne. Enkele dagen later sluiten ze een huwelijksverdrag, dat echter sterk nadelig is voor Anna.
- 6 december - Koning Karel VIII van Frankrijk trouwt met hertogin Anna van Bretagne, waarmee dit hertogdom aan de Franse kroon wordt verbonden.
- 25 november - Verdrag van Granada: De soevereiniteit van het Moorse koninkrijk Granada gaat over naar het Spaanse koningspaar. Het garandeert een aantal rechten aan de Moren, inclusief religieuze tolerantie en eerlijke behandeling.
- Begin van de Opstand van het Kaas-en-Broodvolk in het Kennemerland en West-Friesland
- De relieken van Sint-Antonius worden overgebracht naar Frankrijk.
- Paus Sixtus IV erkent het Heilig huis van Maria als bedevaartsoord.

## Beeldende kunst

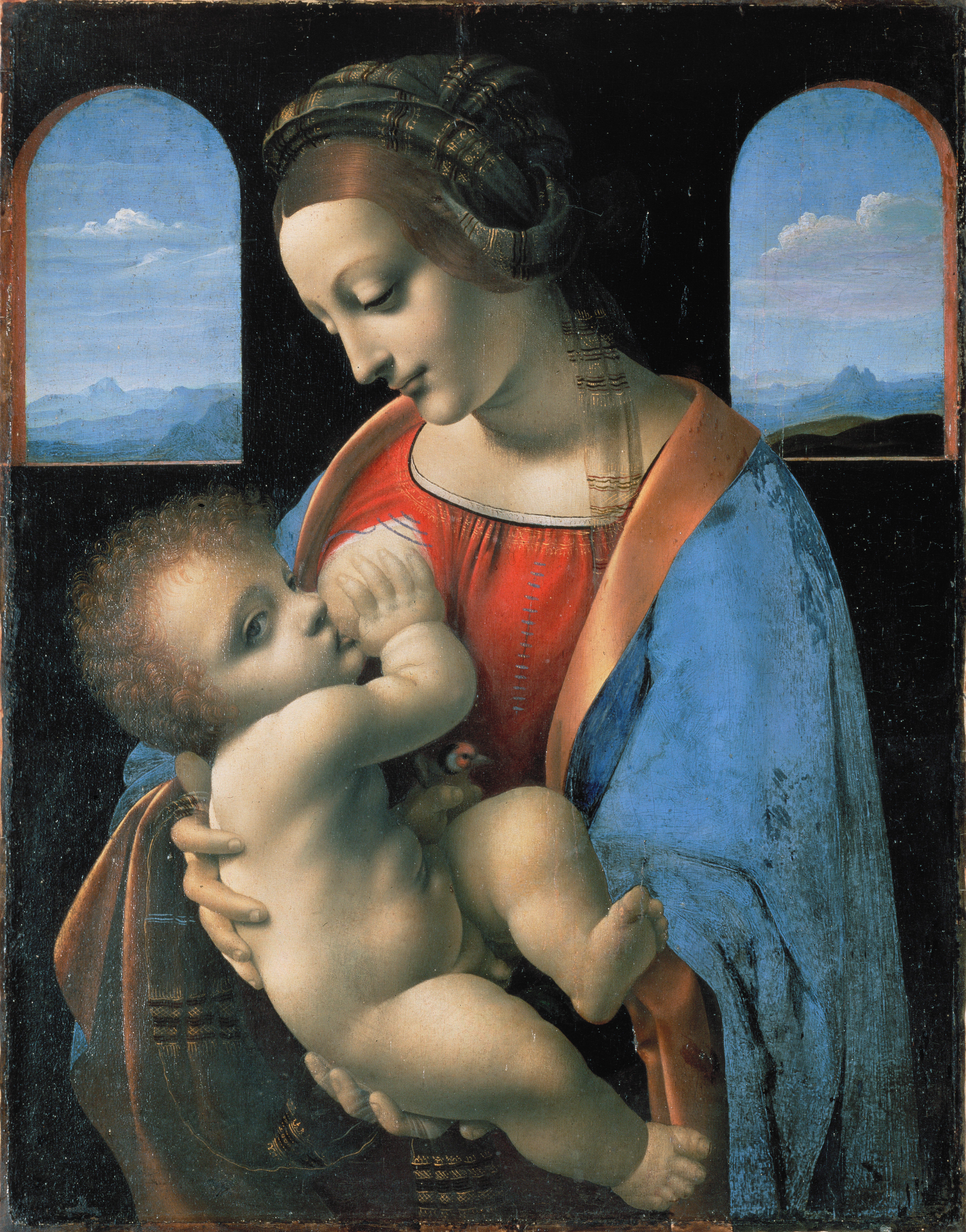
Leonardo da Vinci?: Madonna Litta
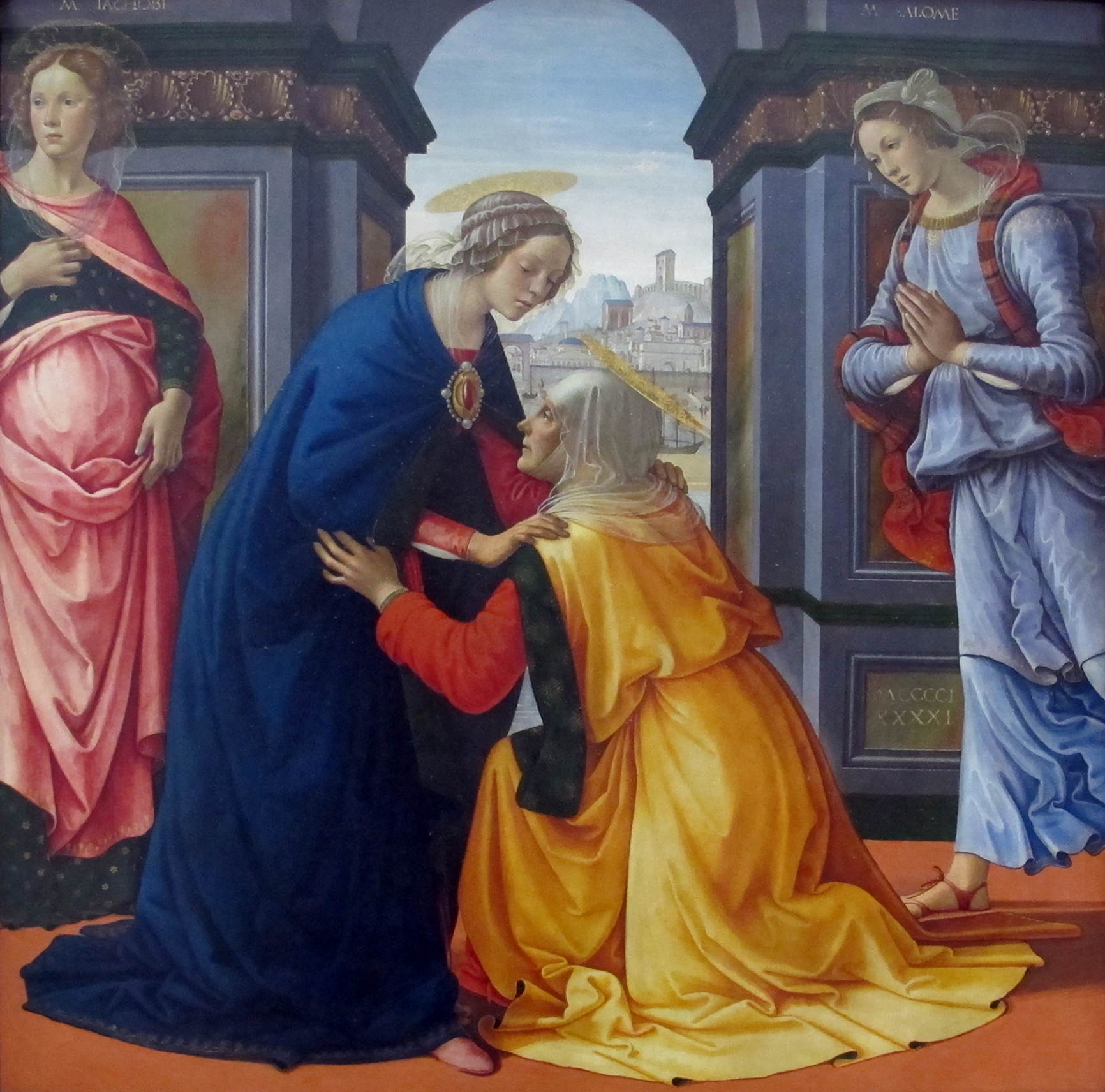
Domenico Ghirlandaio: De visitatie
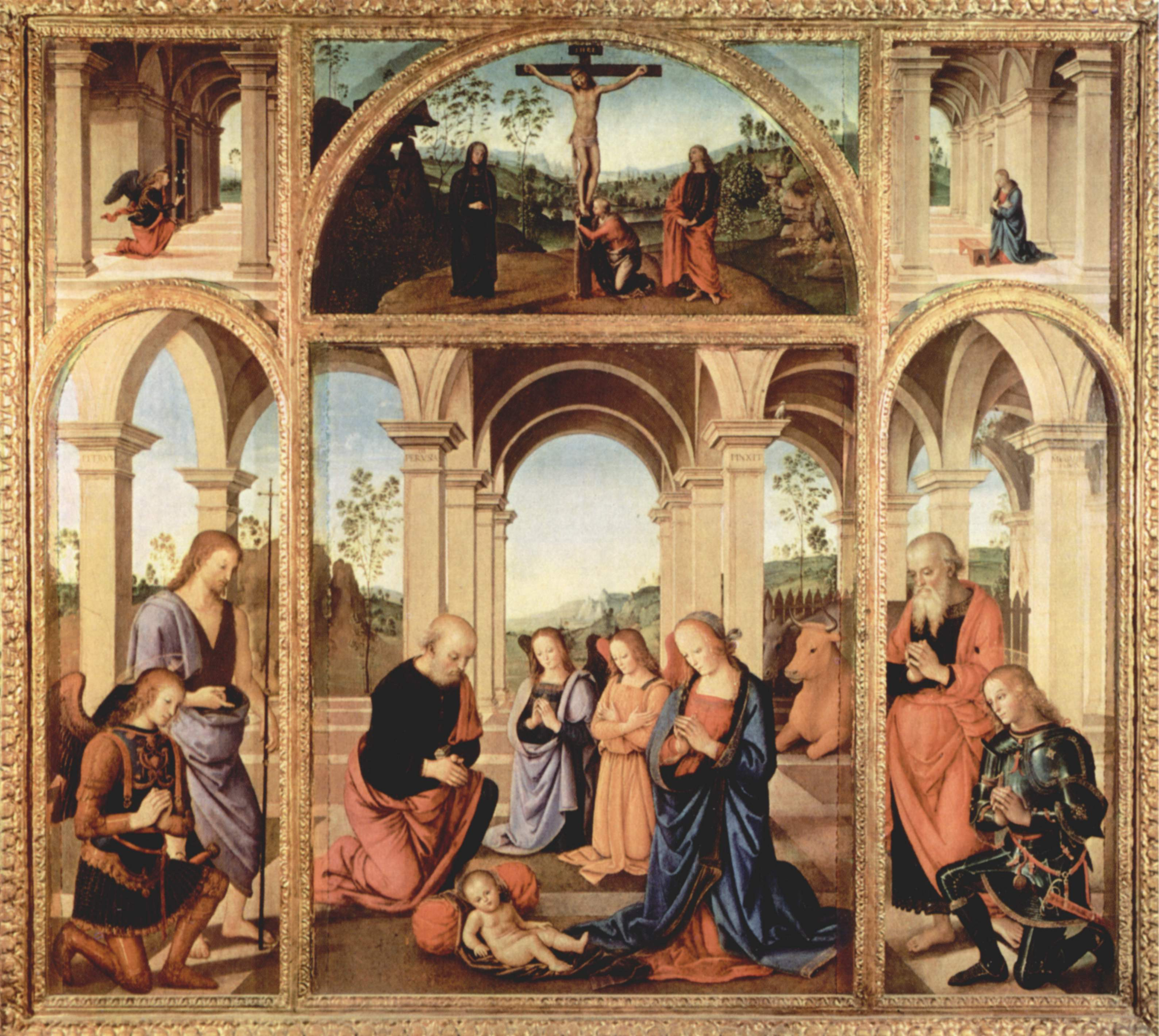
Pietro Perugino: Albani Torlonia polyptiek
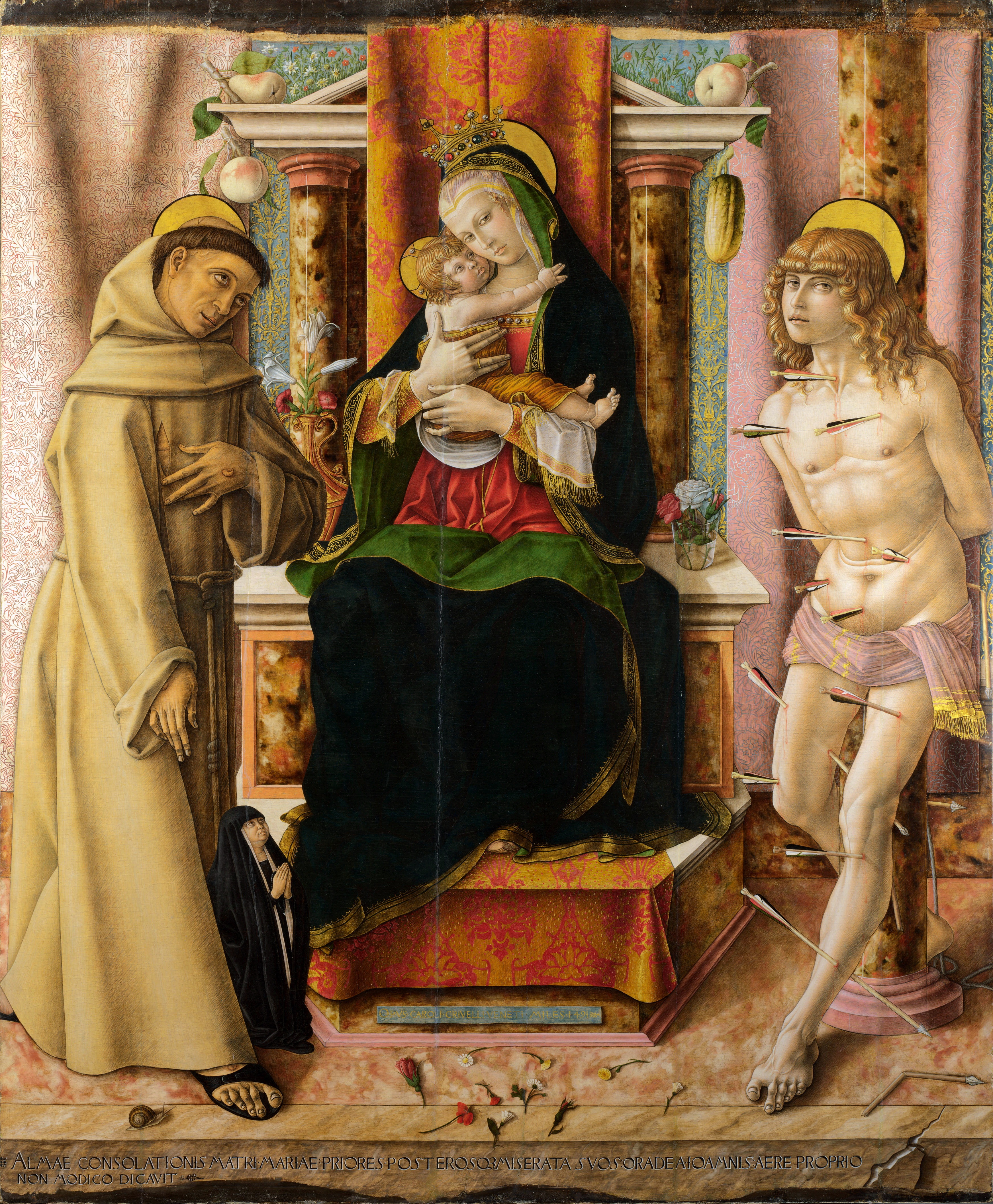
Carlo Crivelli: Madonna en kind met de heiligen Franciscus en Sebastiaan

## Opvolging
- admiraal van de Nederlanden - Cornelis van Bergen opgevolgd door Filips van Bourgondië-Beveren
- Ayutthaya - Borommaracha III opgevolgd door Ramathibodi II
- Generalitat de Catalunya - Juan Payo Coello opgevolgd door Joan de Peralta
- patriarch van Constantinopel - Dionysius I opgevolgd door Maximus IV
- graafschap Genève - Jan opgevolgd door Karel II van Savoye
- Longueville - Frans I opgevolgd door zijn zoon Frans II
- Nevers en Rethel - Jan van Bourgondië opgevolgd door zijn kleinzoon Engelbrecht
- Oost-Friesland - Enno I opgevolgd door zijn broer Edzard I

## Afbeeldingen

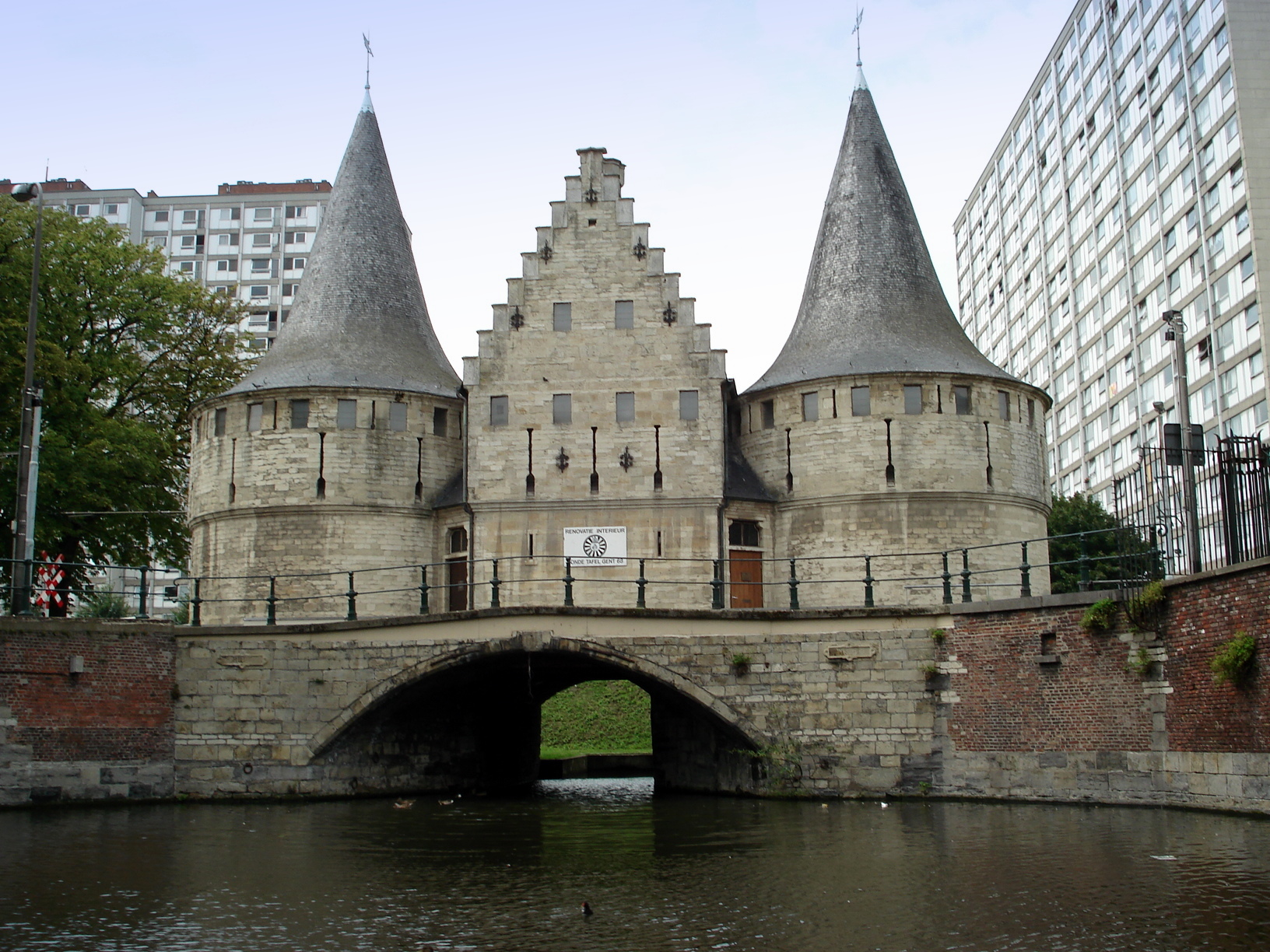
Rabot, Gent (voltooid 1491)
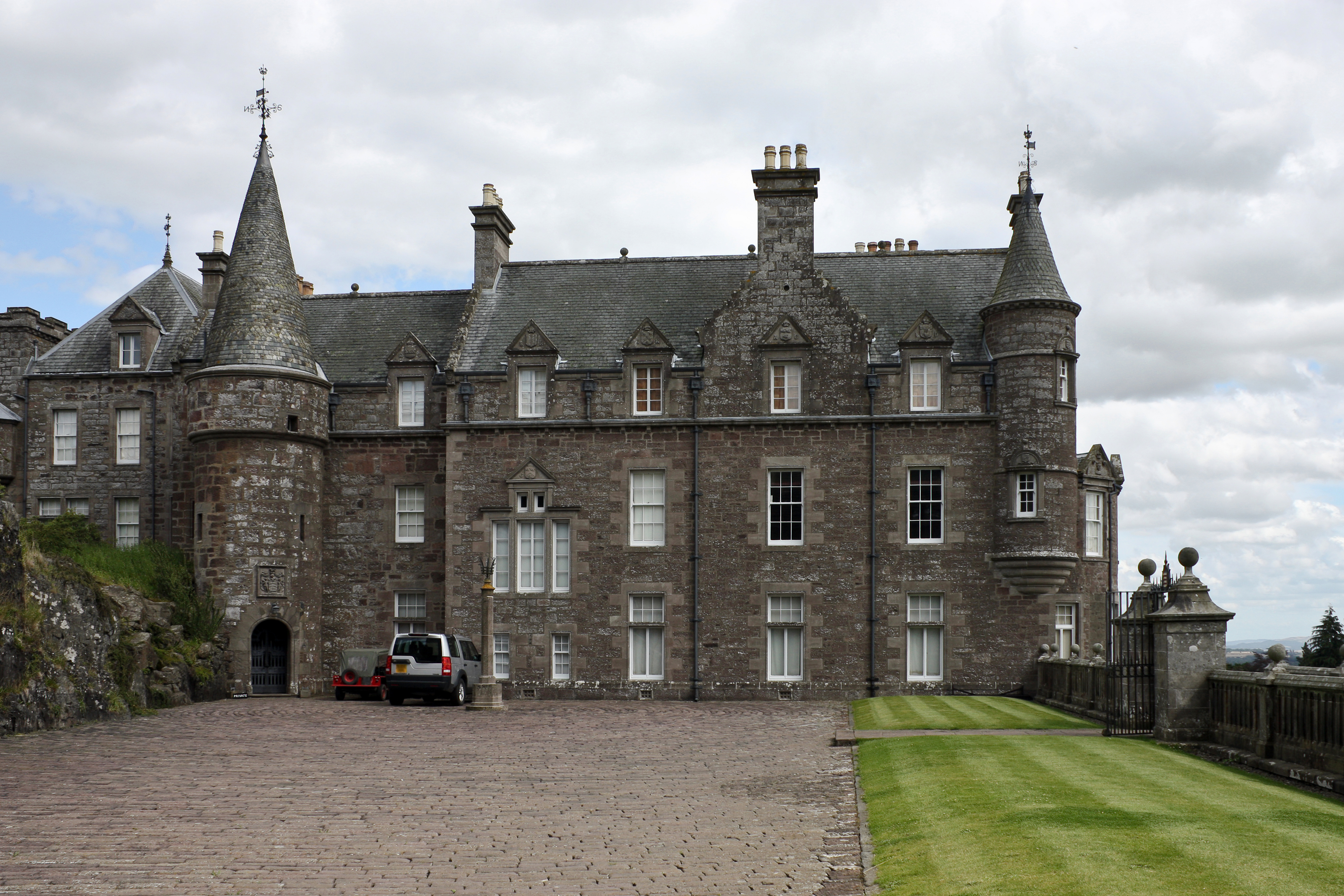
Drummond Castle, Schotland (gebouwd rond 1491)

## Geboren
- 15 januari - Nicolò da Ponte, doge van Venetië
- 27 januari - Jacobus Meyerus, Zuid-Nederlands historicus
- 10 mei - Suzanna van Bourbon, Frans edelvrouw
- 28 juni - Hendrik VIII, koning van Engeland (1509-1547)
- 6 oktober - Frans I van Bourbon-Vendôme, Frans edelman
- 25 oktober - Zhengde, keizer van China (1505-1521)
- 11 november - Martin Bucer, Duits theoloog en kerkhervormer
- 13 december - Martín de Azpilcueta, Spaans theoloog
- 24 december - Ignatius van Loyola, Spaans stichter der Jezuïeten en heilige
- 31 december - Jacques Cartier, Frans ontdekkingsreiziger
- Malatesta IV Baglioni, Italiaans politicus
- Pieter de Corte, Zuid-Nederlands bisschop
- Catharina van Egmond, Hollands edelvrouw
- Dorje Tsangpo, Tibetaans geestelijk leider
- Lapu-Lapu, Filipijns stamhoofd
- Robrecht III van der Marck, Frans edelman
- Michaël Mercator, Zuid-Nederlands graveur en instrumentenmaker
- Maria van Nassau-Siegen, Duits edelvrouw
- Obata Toramori, Japans samoerai
- Alfonso Petrucci, Italiaans kardinaal
- Frans van Waldeck, Duits bisschop
- Joos Lambrecht, Zuid-Nederlands drukker (jaartal bij benadering)
- Francesco Melzi, Italiaans schilder (jaartal bij benadering)
- Karel II van Nevers, Frans edelman (jaartal bij benadering)
- Antonio Pigafetta, Italiaans kroniekschrijver (jaartal bij benadering)
- Antoon Voet, Vlaams politicus (jaartal bij benadering)

## Overleden
- 19 januari - Dorothea van Brandenburg (70), Duits edelvrouw
- 2 februari - Martin Schongauer, Duits graficus
- 2 maart - Marco Barbo (~70), Italiaans kardinaal
- 6 maart - Richard Woodville (~37), Engels edelman
- 19 februari - Enno I (~30), graaf van Oost-Friesland
- maart - William Caxton, Engels drukker
- 2 mei - Dirk Bouts de Jongere, Zuid-Nederlands schilder
- 7 augustus - Jacobus Barbireau (~36), Zuid-Nederlands componist
- 25 september - Jan van Bourgondië (76), Bourgondisch edelman
- 5 oktober - Jean Balue (~70), Frans kardinaal
- 29 oktober - Manuel de Montsuar i Mateu (~81), Aragonees staatsman
- 22 december - Jan van Genève (~51), graaf van Genève
- 28 december - Bertoldo di Giovanni, Italiaans beeldhouwer
- Borommaracha III, koning van Ayutthaya (1488-1491)
- Frans I van Longueville (~44), Frans edelman
- Domenico di Michelino (~74), Florentijns schilder
- Ngagi Wangpo (~52), vorst van Tibet (1481-1491)